# Conseil de l'Union européenne
Ne doit pas être confondu avec le Conseil européen ni avec le Conseil de l'Europe.
Conseil des ministres de l'Union européenne
Le Conseil de l'Union européenne, officiellement appelé le Conseil, et parfois, Conseil des ministres de l'Union européenne, est l'une des principales institutions de l'Union européenne (UE), avec la Commission européenne, le Conseil européen et le Parlement européen. C'est un organe institutionnel exécutif mais aussi législatif de l'Union européenne, qui décide des actes législatifs et budgétaires. Il partage sa compétence dans les domaines soumis à la procédure législative ordinaire avec le Parlement européen, avec lequel il forme un parlement bicaméral. Ainsi, le Conseil des ministres représente les gouvernements des États membres (chambre haute) tandis que le Parlement européen représente les citoyens des États membres (chambre basse).
Le Conseil siège au sein du bâtiment Europa, situé au 175 rue de la Loi, à Bruxelles, face au siège de la Commission européenne et à proximité du Parlement européen.
Les ministres des États membres en lien avec l'ordre du jour de chaque réunion (ministres des finances, ministres de la santé, etc.) siègent au Conseil et éventuellement un ministre d'une entité fédérée (dans le cas des États fédéraux) habilité à représenter l’État fédéral dans son ensemble.
Depuis la signature du traité de Rome, le Conseil est responsable de la coordination des politiques économiques des États membres. Il élabore le projet de budget avec le Parlement et l'adopte avec l'accord de celui-ci, mais décide seul des recettes. En matière monétaire, il fixe les orientations générales du régime de change sans intervention du Parlement (la politique monétaire ne faisant pas partie des domaines soumis à la codécision).
Le Conseil européen et le Conseil de l'Union européenne sont proches de l'homonymie et se réunissent au même endroit mais sont deux institutions distinctes :
- Le Conseil européen réunit les chefs d’État ou les chefs de gouvernement de l'Union européenne qui définit des impulsions nécessaires et des orientations politiques.
- Le Conseil de l’Union européenne réunit des ministres de l'Union européenne dans des domaines spécialisés : affaires étrangères, économiques et sociales, justice et affaires intérieures[2].

## Rôle du Conseil dans les institutions européennes

La procédure législative ordinaire.

Le Conseil est l'une des sept institutions de l'Union européenne,. En collaboration avec le Parlement européen et la Commission européenne, il est le principal organe de décision de l'UE.
1. Il négocie et adopte la législation de l’UE, dans la plupart des cas avec le Parlement européen, sur la base des propositions présentées par la Commission européenne, selon la procédure législative ordinaire, également appelée « codécision », qui s'applique aux domaines d'action dans lesquels l'UE dispose d'une compétence exclusive ou partagée avec les États membres[5].
2. Il coordonne les politiques des pays de l’UE.
3. Il développe la politique étrangère et de sécurité commune européenne, sur la base des orientations du Conseil européen.
4. Il conclut des accords entre l’UE et d’autres pays ou organisations internationales.
5. Il adopte le budget annuel de l’UE, conjointement avec le Parlement européen.

## Histoire et fondements du Conseil

### Origines
L'ancêtre du Conseil de l'Union européenne est le Conseil des ministres de la Communauté européenne du charbon et de l'acier (CECA). Celui-ci a été créé en 1951 pour contrebalancer le pouvoir supranational de la Haute Autorité, ancêtre de l'actuelle Commission européenne.
Ce premier Conseil de la CECA avait peu de pouvoir, se contentant de contrôler les décisions de la Haute Autorité ne concernant pas le charbon et l'acier. L'opposition à cet exercice supranational du pouvoir exécutif entraîna les dirigeants européens à donner plus de pouvoir au Conseil au sein de la Communauté économique européenne (CEE), créée en 1958 par le traité de Rome.
En 1965, le Conseil fit face à sa première grande crise avec la « politique de la chaise vide » du général de Gaulle, en désaccord notamment avec les propositions de la Commission au sujet de la politique agricole commune. L'absence de la France bloqua toute avancée jusqu'au compromis de Luxembourg, l'année suivante.
Le traité de fusion des exécutifs communautaires, entré en vigueur en 1967, fusionna le Conseil des ministres de la CEE avec ceux de la CECA et d'Euratom (la Communauté européenne de l'énergie atomique), donnant ainsi naissance à un unique conseil des ministres pour les Communautés européennes : le Conseil des Communautés européennes.

### Instauration par le traité de Maastricht
En 1993, le Conseil fut renommé « Conseil de l'Union européenne » avec le traité de Maastricht. Le traité renforça l'institution d'éléments intergouvernementaux dans le système des trois piliers de l'Union européenne. Dans le même temps, le renforcement conjoint du Parlement européen et de la Commission européenne amenuisa la capacité du Conseil à agir indépendamment.
Jusqu'à l'Acte unique européen, il fut l'organe décisionnel principal, voire unique, de l'Union européenne. Les États étaient dans une logique de transfert de compétences récupérées en les exerçant au sein du Conseil des ministres. Avec le développement des compétences du Parlement européen et a fortiori depuis l'entrée en vigueur du traité de Lisbonne, il n'est plus le seul organe de décision dans le cadre de la procédure législative de droit commun.

### Fondements juridiques
Le Conseil est une entité juridique dont les compétences, l'organisation générale et les principes de fonctionnement sont définis par l'article 16 du traité sur l'Union européenne (TUE) et les articles 237 à 243 du traité sur le fonctionnement de l'Union européenne.
Ces textes sont complétés par le règlement intérieur adopté en 2009 et modifié à la marge depuis lors,. Le secrétariat général publie en 2016 un Commentaire du règlement intérieur du Conseil dans l'objectif « d’aider les présidences tournantes, les membres du Conseil et les fonctionnaires du secrétariat général du Conseil à se retrouver dans l’environnement juridique actuel, en particulier après les modifications résultant de l’entrée en vigueur du traité de Lisbonne ».
Les chiffres concernant la population de l'Union et de chaque État membre en vue de l'application des dispositions relatives au vote à la majorité qualifiée au sein du Conseil figurent à l'annexe III de ce règlement intérieur. Ils sont actualisés chaque année afin de prendre en compte l'évolution de la population de chaque États membres.

## Formations du Conseil de l'Union européenne
Entité légalement unique, le Conseil siège en de multiples « formations », chacune s'occupant d'un secteur d'intérêt en particulier. Il n’existe aucune hiérarchie entre les différentes formations du Conseil. Toutefois, le Conseil des affaires générales exerce une fonction de coordination et a une compétence exclusive pour les questions institutionnelles, administratives et horizontales.
Seuls le Conseil des affaires générales et le Conseil des affaires étrangères sont inscrits dans le TUE. Selon les termes de l'article 16 du TUE, « Le Conseil siège en différentes formations, dont la liste est adoptée conformément à l'article 236 du traité sur le fonctionnement de l'Union européenne. Le Conseil des affaires générales assure la cohérence des travaux des différentes formations du Conseil. Il prépare les réunions du Conseil européen et en assure le suivi en liaison avec le président du Conseil européen et la Commission. Le Conseil des affaires étrangères élabore l'action extérieure de l'Union selon les lignes stratégiques fixées par le Conseil européen et assure la cohérence de l'action de l'Union ».
La direction de chacune de ces formations est tenue tour à tour par le ministre du pays chargé de la présidence. Chaque formation du Conseil est composée d’un représentant de chaque État membre au niveau ministériel, habilité à engager le gouvernement de l’État membre qu’il représente et à exercer le droit de vote. Les rencontres sont généralement irrégulières, sauf pour les trois premiers listés ci-dessous, qui se réunissent une fois par mois. Il existe actuellement dix formations, :
1. Affaires générales : il assure la cohérence des travaux des différentes formations du Conseil, il prépare les réunions du Conseil européen et en assure le suivi en liaison avec le président du Conseil européen et la Commission[10]. Il est composé des ministres des Affaires européennes[11].
2. Affaires étrangères : il élabore l’action extérieure de l’UE selon les lignes stratégiques fixées par le Conseil européen et assure la cohérence de cette action[10]. Il est responsable de la conduite de l’ensemble de l’action externe de l’Union européenne, à savoir la politique étrangère et de sécurité commune, la politique de sécurité et de défense commune, la politique commerciale commune, ainsi que la coopération au développement et l’aide humanitaire. Les sessions du Conseil des affaires étrangères sont présidées par le Haut représentant de l'Union pour les affaires étrangères et la politique de sécurité, qui s'appuie sur le Service européen pour l'action extérieure (SEAE). Il est composé des ministres des Affaires étrangères[b],[12].
3. Affaires économiques et financières (ECOFIN) : généralement appelé « Conseil Ecofin », il est responsable de la politique économique, des questions fiscales, des marchés financiers et des mouvements de capitaux, ainsi que des relations économiques avec les pays qui ne font pas partie de l'UE. Il établit également le budget annuel de l'UE. Il coordonne les positions adoptées par l'UE pour les réunions du G20, du Fonds monétaire international et de la Banque mondiale[13]. Habituellement, les ministres des États membres de la zone euro se réunissent la veille du Conseil ECOFIN au sein de l'Eurogroupe afin d'assurer une étroite coordination des politiques économiques entre les États membres de la zone euro. L'Eurogroupe est aussi chargé de préparer les réunions du sommet de la zone euro et d'en assurer le suivi[14].
4. Agriculture et pêche : l'un des plus anciens conseils, il regroupe généralement une fois par mois les ministres de l'agriculture et de la pêche, et les commissaires à l'agriculture, à la pêche, à la sécurité alimentaire, aux questions alimentaires et à la santé publique.
5. Justice et affaires intérieures : concerne à la fois les ministres de la Justice et ceux de l'Intérieur.
6. Emploi, politique sociale, santé et affaires relatives à la protection des consommateurs : composée des ministres de l'emploi, de la protection sociale, de la protection des consommateurs, de la santé et pour l'égalité des chances.
7. Compétitivité : créée en juin 2002 avec la fusion de trois précédentes formations (marché intérieur, industrie, recherche). Elle est composée de ministres chargés de domaines tels les affaires européennes, l'industrie, le tourisme et la recherche.
8. Transports, télécommunications et énergie : créée en juin 2002 par la fusion de ces trois attributions en une seule formation. Elle se forme généralement une fois tous les deux mois.
9. Environnement : se réunit quatre fois par an.
10. Éducation, jeunesse, culture, politique audiovisuelle et sport : composé des ministres de l'Éducation, de la Jeunesse, de la Culture, des Communications et de l'audiovisuel, ce conseil se réunit trois ou quatre fois par an.

## Modalités de vote au Conseil et principe de transparence
L'adoption d'un nouveau système de vote est l'un des changements importants apporté par le traité de Lisbonne au fonctionnement de l'UE. La mise en place des nouvelles règles de vote est effective depuis le 1er novembre 2014, avec toutefois une phase transitoire jusqu'au 31 mars 2017 durant laquelle un État pouvait demander que le Conseil statue selon le système précédent. Conséquence du Brexit, depuis le 1er février 2020 le Royaume-Uni ne siège plus au Conseil, et a fortiori ne participe plus aux décisions et aux votes.
Selon le domaine concerné, le Conseil de l'UE adopte ses décisions :
- à la majorité qualifiée double : vote favorable de 55 % des États membres, représentant au moins 65 % de la population de l'UE (soit 15 États et environ 291 millions d'habitants), sachant qu'une minorité de blocage nécessite au moins quatre États (ainsi, trois États représentant plus de 35 % de la population ne peuvent en théorie pas bloquer le vote)[18],[19] ;
- à la majorité simple : vote favorable de 14 États membres ;
- à l'unanimité : tous les votes sont favorables.

La majorité qualifiée est le mode de vote le plus largement utilisé au sein du Conseil, qui représente environ 80 % de l'ensemble des actes législatifs de l'UE adoptés. Il est utilisé lorsque le Conseil prend des décisions dans le cadre de la procédure législative ordinaire. Dans le système de vote à la majorité qualifiée, chaque État a un poids dans le vote, en proportion de la taille de sa population par rapport à la population totale de l'Union européenne. Les données de population de chaque État, et donc leur poids dans les votes, sont actualisées chaque année,.
Le principe d’ouverture prévu à l’article 1 du TUE est reflété dans les activités du Conseil. Ainsi, en application de ce principe qui est désormais spécifiquement inscrit dans les traités, l'article 16 du TUE dispose que « le Conseil siège en public lorsqu’il délibère et vote sur un projet d’acte législatif ». En outre, le règlement intérieur établit les cas et les conditions dans lesquels le Conseil ouvre au public ses délibérations sur les actes non législatifs, ainsi que les cas où le Conseil tient des débats publics.

## Organisation
La présidence du Conseil est exercée pendant six mois par chaque État membre par rotation. Le Conseil est assisté d'un secrétariat général, placé sous la responsabilité d'un secrétaire général nommé par le Conseil. Le Conseil s'appuie sur le Comité des représentants permanents des gouvernements des États membres de l'Union européenne (Coreper) et sur plus de 150 groupes et comités hautement spécialisés, qui forment les instances préparatoires des décisions du Conseil.

### Présidence

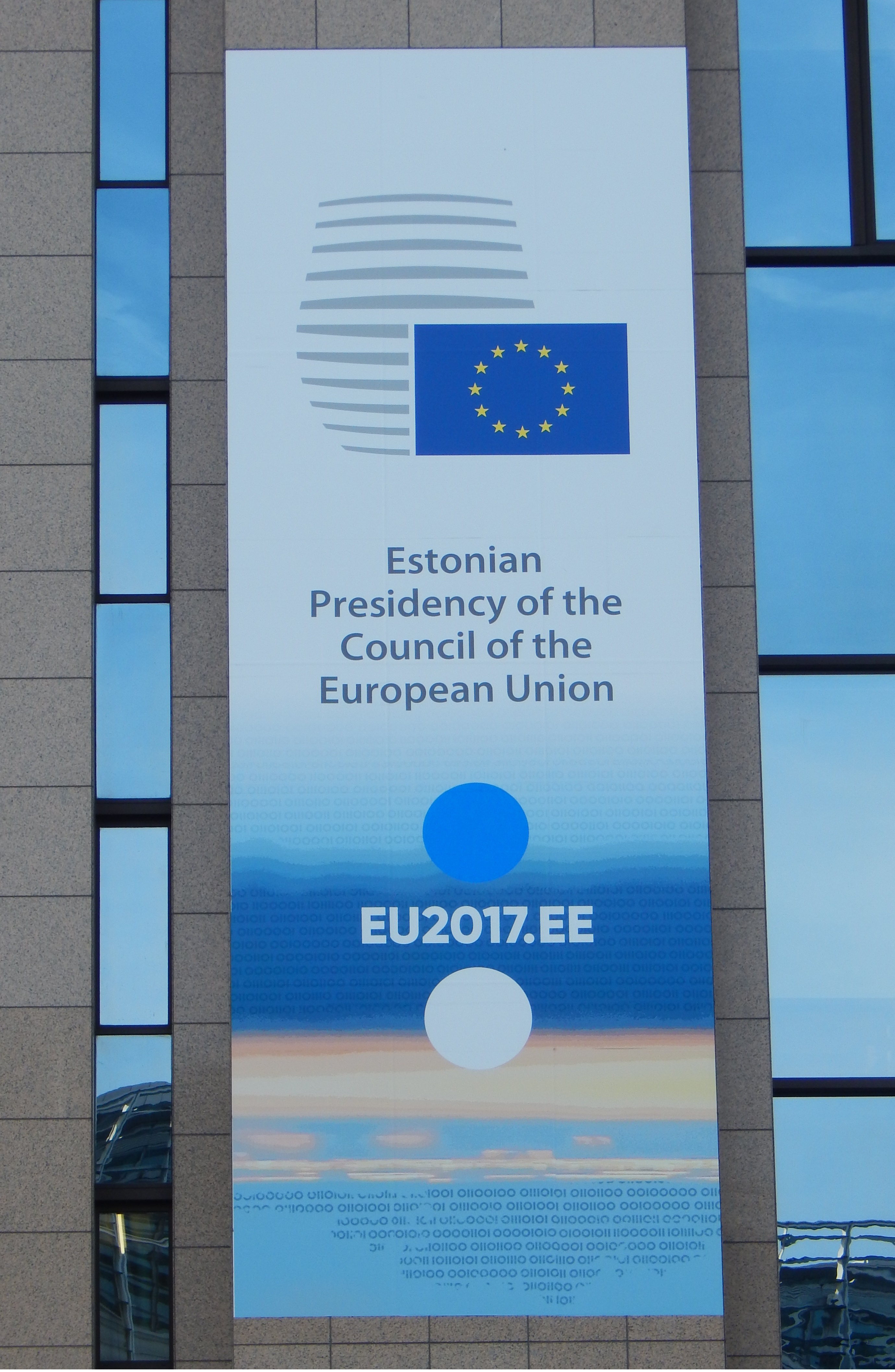
Affiche célébrant la présidence estonienne sur le bâtiment Bâtiment Juste Lipse.

La présidence du Conseil est exercée successivement pendant six mois par chaque État membre, par rotation. Il n'y a pas de Président unique, mais chacun des ministres de l'État membre chargé de la présidence préside la formation dans laquelle il siège. Par exemple, pendant le deuxième semestre 2011, la Pologne assure la présidence du Conseil et c'est le ministre polonais de la Justice ou celui de l'intérieur qui préside la formation Justice et affaires intérieures. Seule exception : la formation des Affaires étrangères est présidée par le Haut Représentant de l'Union pour les affaires étrangères et la politique de sécurité.
Cette présidence n'est pas un simple poste individuel, mais une fonction tenue par le gouvernement d'un des pays membres et représenté par son chef d'État, de gouvernement ou son ministre des Affaires étrangères lors d’événements internationaux (notamment, les sommets et rencontres officielles). Depuis 2009, elle voit la coopération des gouvernements de trois États membres à la fois, bien qu'un seul tienne officiellement la présidence, amenant ainsi chaque État membre à participer à la présidence pour une période de dix-huit mois, au lieu des six habituels. Ainsi, le programme politique de la présidence néerlandaise du premier semestre 2016 est réalisé conjointement avec les gouvernements slovaque et maltais. Ces trois gouvernements forment ainsi une troïka à la tête du Conseil.
Le rôle de la présidence est à la fois politique et administratif. Pour l'aspect administratif, elle est responsable des différentes procédures et de l'organisation du Conseil durant son mandat. Cela comprend la charge de convoquer les conseils pour leurs différents meetings et d'organiser les différents comités, tels Comité des représentants permanents, ainsi que les groupes de travail. L'aspect politique consiste en un rôle de médiation et de négociation. Cela comprend en particulier le fait d'établir l'agenda du Conseil, ce qui donne une influence relativement importante à la présidence sur le travail du Conseil. La présidence a aussi pour rôle de représenter le Conseil au sein de l'UE, et l'UE lors de rencontres informelles à l'international, aux Nations unies par exemple.

### Secrétariat général
Le Conseil est assisté d'un secrétariat général, placé sous la responsabilité d'un secrétaire général nommé par le Conseil. Le Conseil décide à la majorité simple de l’organisation du secrétariat général. Il statue également à la majorité simple pour les questions de procédure ainsi que pour l’adoption de son règlement intérieur.
Le secrétariat général assure l'organisation, la coordination et le contrôle de la cohérence des travaux du Conseil de l'Union européenne et du Conseil européen, il s'occupe de l'organisation des réunions, de la rédaction des projets d'ordre du jour, rapports, notes et procès-verbaux des réunions et assiste la présidence lors des négociations.
Le secrétaire général participe aux sessions du Conseil en tant que de besoin. Son rôle consiste essentiellement à assurer la continuité et l'avancement des travaux du Conseil et à conseiller celui-ci. Le secrétaire général du Conseil est également secrétaire général du Conseil européen. Il assiste aux réunions du Conseil européen et prend toutes les mesures nécessaires à l'organisation de ses travaux.

### Comités et groupes de travail
Le Conseil s'appuie sur le Comité des représentants permanents des gouvernements des États membres de l'Union européenne (Coreper) et sur plus de 150 groupes et comités hautement spécialisés, qui forment les « instances préparatoires du Conseil ». Les instances préparatoires se divisent en deux catégories principales :
- les comités institués par les traités ou le Conseil, parmi lesquels : le Coreper, le Comité économique et financier, le Comité de la politique commerciale et le Comité politique et de sécurité (COPS) ;
- les comités et groupes institués par le Coreper, qui traitent de questions très spécifiques et sont présidés par le délégué du pays qui exerce pour six mois la présidence tournante du Conseil.

#### Comité des représentants permanents
Le Coreper, institué par l'article 240 du TFUE, est chargé de préparer les travaux du Conseil et de veiller à la cohérence des politiques et actions de l’Union ainsi qu'au respect des principes et règles de fonctionnement de l'UE. Il est composé des représentants permanents des gouvernements des États membres auprès de l’Union européenne, et est présidé par le pays de l’UE qui assure la présidence du Conseil.
Le Coreper occupe une place centrale dans le système de prise de décision de l’UE. Il est à la fois une instance de dialogue (dialogue entre les représentants permanents et dialogue de chacun d’entre eux avec sa capitale) et de contrôle politique (orientation et supervision des travaux des groupes d’experts). Il est ainsi chargé de l’examen préalable des dossiers qui figurent à l’ordre du jour du Conseil (propositions et projets d’actes soumis par la Commission). À son niveau, il s’efforce de trouver un accord sur chaque dossier ; à défaut, il peut présenter des orientations au Conseil.
Le Coreper agit au moyen de deux formations :
- le Coreper II, composé des représentants permanents, traite des sujets à caractère politique, commercial, économique ou institutionnel ;
- le Coreper I, composé des représentants permanents adjoints, traite des sujets plus techniques (emploi, compétitivité, éducation)

Les compétences du Coreper s’appliquent à tous les domaines d’activité du Conseil à l’exception de certaines questions agricoles. L'agriculture est traitée par le Comité Spécial sur l'Agriculture (CSA).

#### Comités institués par les traités ou par le Conseil
Le Comité économique et financier, prévu par l’article 134 du TFUE, est chargé de suivre la situation économique et financière des États membres et de l’Union. Le Comité de politique économique contribue à la préparation des travaux du Conseil en fournissant des analyses économiques, des avis méthodologiques et des projets de recommandations politiques concernant, en particulier, les politiques structurelles visant à améliorer le potentiel de croissance et l’emploi dans l’Union. Ces deux comités travaillent ensemble pour proposer au Conseil les « grandes orientations des politiques économiques » (GOPÉ), et un régime de surveillance en garantissant le respect par les États membres, en application de l'article 121 du TFUE.
Le comité spécial agriculture est chargé de la préparation de nombreuses questions relevant du Conseil dans sa formation Agriculture et pêche. Ce comité joue, dans le domaine de l’agriculture, sauf pour les mesures vétérinaires et phytosanitaires, le même rôle que le Coreper dans les autres domaines. C’est la seule exception faite au monopole de préparation des travaux du Conseil confié au Coreper.
Le comité politique et de sécurité (COPS), prévu par l’article 38 du TUE, joue un rôle central dans la politique étrangère et de sécurité commune (PESC), y compris la politique de sécurité et de défense commune (PSDC). Le Comité militaire de l’Union européenne (CMUE), qui est composé des chefs d’état-major des États membres représentés par leurs représentants militaires, est chargé de fournir au COPS des recommandations et des avis sur toutes les questions militaires au sein de l’Union européenne. Il assume la direction de toutes les activités militaires dans le cadre de l’Union européenne.
Le Groupe Code de conduite dans le domaine de la fiscalité des entreprises, créé en 1998, a pour objectif d'enrayer la concurrence fiscale dommageable.

### Siège
Le Conseil a son siège à Bruxelles. Pendant les mois d'avril, de juin et d'octobre, le Conseil tient ses sessions à Luxembourg. Le Conseil est donc implanté à deux endroits différents, à l'instar du Parlement européen, dont le siège est à Strasbourg, pour les sessions plénières, et dont certaines réunions se tiennent également à Bruxelles.